# Laith Al-Deen

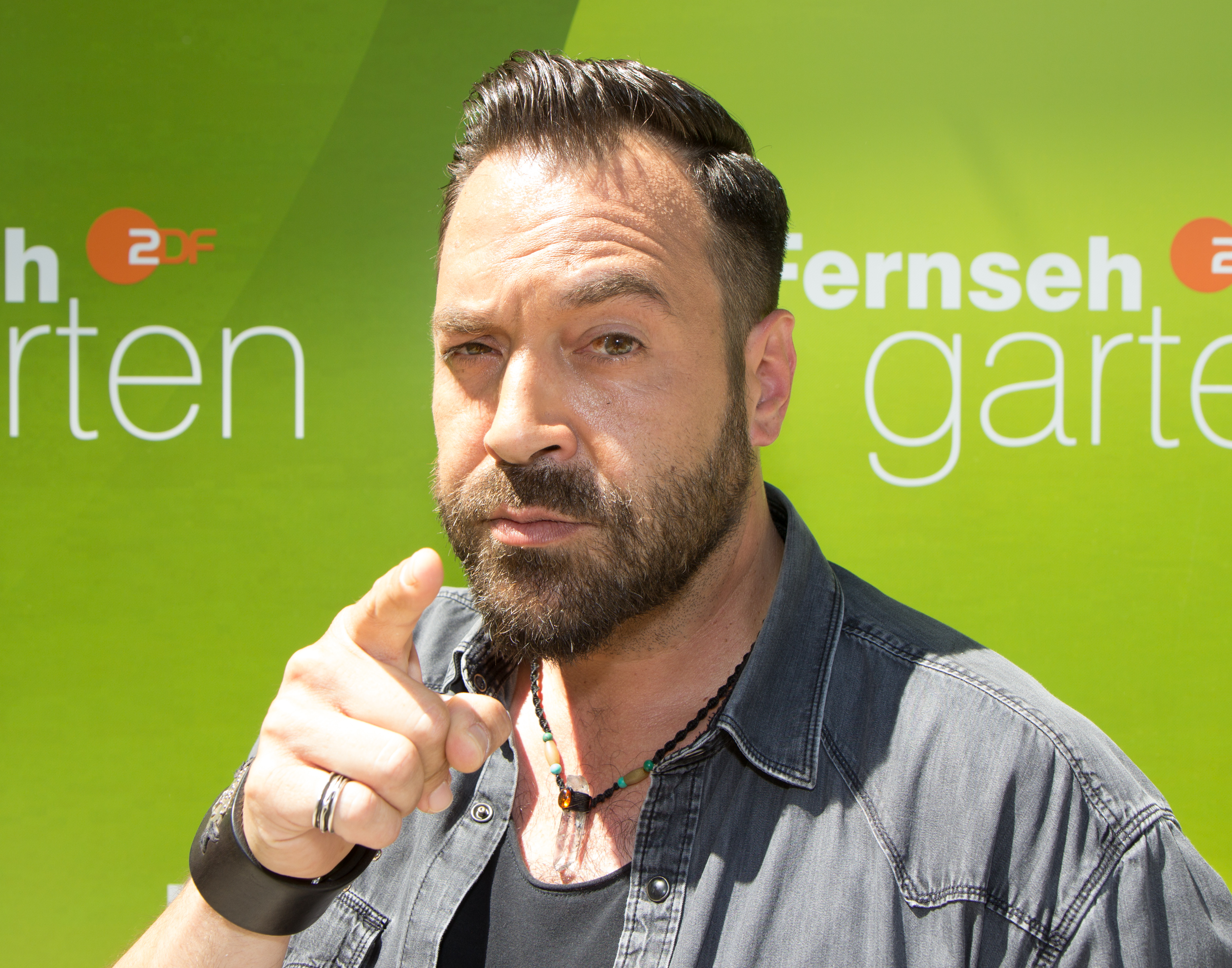
Laith Al-Deen (2018)

Laith Sascha Al-Deen (* 20. Februar 1972 in Karlsruhe) ist ein deutscher Popsänger und Musikproduzent. Sein musikalischer Durchbruch gelang ihm in den 2000ern mit den Titeln Bilder von Dir und Dein Lied.

## Leben
Al-Deen wurde 1972 als Sohn eines Irakers und einer Deutschen in Karlsruhe geboren. Seine jüngere Schwester ist die Schauspielerin Tala Al-Deen (* 1989). Er wuchs in den USA und in Mannheim auf. Er absolvierte seinen Zivildienst in der Altenpflege. Während seines nicht abgeschlossenen Studiums hat er eineinhalb Jahre in einem Krankenhaus gearbeitet. Ursprünglich wollte er  Gitarrist einer Metal-Band werden.
Seit Juli 2007 ist er verheiratet. Seine Frau brachte drei Kinder in die Ehe. Die Familie lebt abwechselnd in Mannheim und in der Schweiz.

## Musikalische Karriere

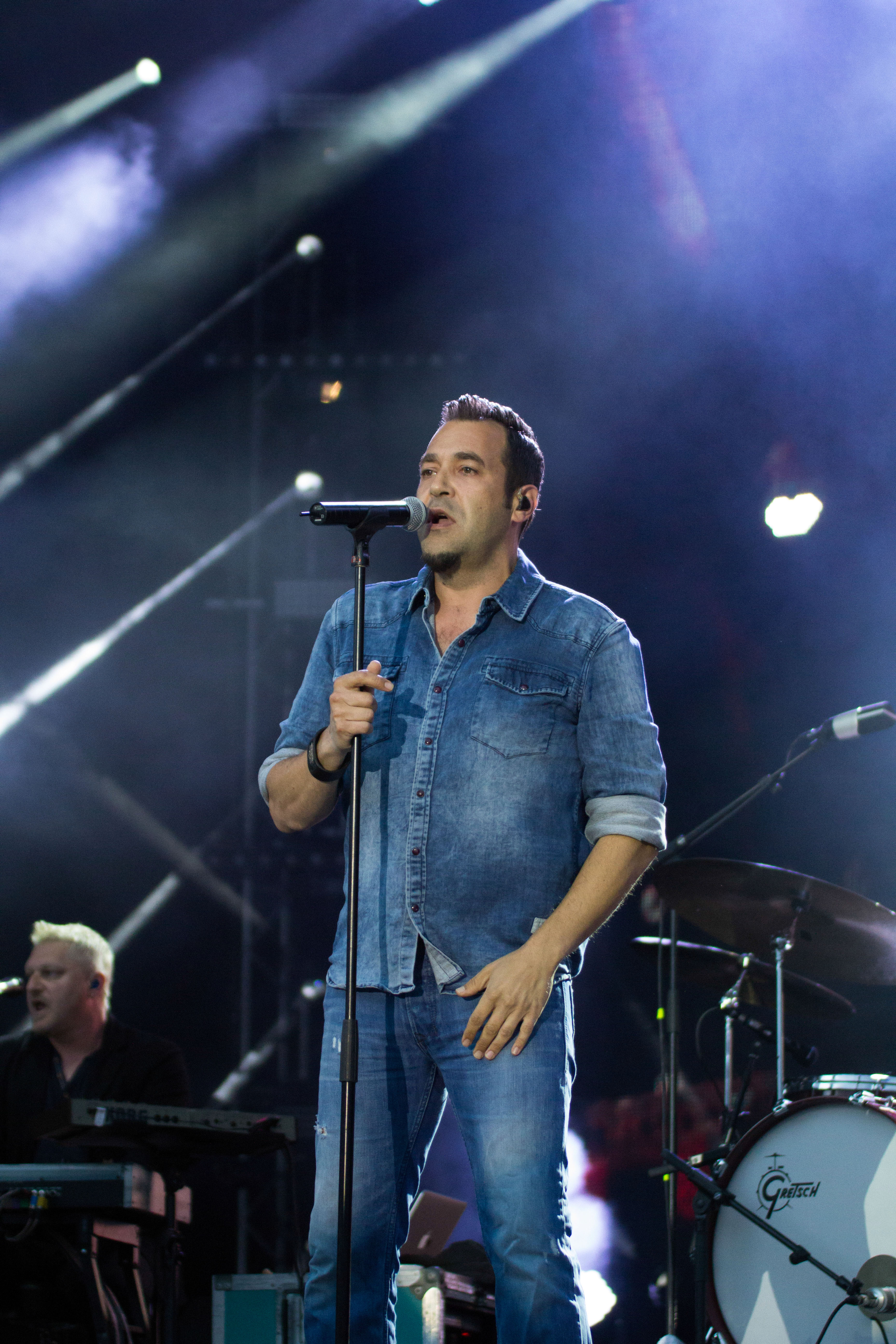
Laith Al-Deen (2007)

Im August 2000 erschien seine Debütsingle Bilder von Dir, die ihn im deutschsprachigen Raum bekannt machte. Der Titel stammt aus der Feder des Offenbacher Produzententeams Schallbau, das die englische Originalversion Everlasting Pictures (Right Through Infinity) mit dem Projekt B-Zet und Darlesia 1995 veröffentlicht hatte. Einen Monat später folgte sein Debütalbum Ich will nur wissen.
2001 trat er auf der Jubiläumstour von Pur 20 Jahre eine Band als Vorgruppe auf und stellte im Rahmen seines Programms sein Album vor. 2002 hatten er und seine Band nochmals die Gelegenheit, als Vorgruppe auf einem Zusatzkonzert von Pur in Leverkusen aufzutreten. Ein weiterer Erfolg gelang ihm mit der Single Dein Lied, das auf seinem zweiten Studioalbum Melomanie erschien. 2002 wurde er mit der Goldene Stimmgabel ausgezeichnet und für den Comet in der Kategorie „Hip-Hop/R&B“ nominiert, den er ablehnte, da er für die „Anerkennung deutschsprachiger Popmusik“ kämpfe:

„Ich kämpfe damit […] für die Anerkennung deutschsprachiger Popmusik […] Vom Grundgedanken her werbe ich einfach dafür, die deutsche Sprache zu nutzen. Sie ist eine sehr reiche Sprache, alle sehen das ein, außer die Deutschen selbst.“

Das Anfang 2004 erschienene dritte Studioalbum Für alle konnte Platz eins der deutschen Albumcharts erreichen. Die erste ausgekoppelte Single Alles an dir erreichte Platz 21 der deutschen Singlecharts. Mit der zweiten Single Höher nahm der Mannheimer an der deutschen Vorentscheidung zum Eurovision Song Contest 2004 teil, konnte sich aber beim Publikum nicht gegen Max Mutzke mit Can’t Wait Until Tonight durchsetzen.
Im Herbst 2004 erschien ein Live-Album, das sich einige Wochen auf den vorderen Rängen der Albumcharts hielt. Im September 2005 erschien das Album Die Frage wie. Zeitgleich kam eine DualDisc des Albums in den Handel, auf der das komplette Album in 5.1 Surround Sound abgemischt wurde. Im Juni 2007 erschien das fünfte Album Die Liebe zum Detail und erreichte Platz 3; die erste Single-Auskopplung Keine wie du erschien im Mai 2007 und stieg auf Platz 16 ein.
Al-Deen erreichte für Baden-Württemberg beim Bundesvision Song Contest 2008 mit dem Lied Du den neunten Platz. 2007 sang er im Duett mit Annett Louisan das Lied Wenn du dich traust für ihre CD Das optimale Leben. Mit der deutschen Band Luxuslärm nahm er ein Duett mit dem Titel Jemand anders sein auf, das auf dem Album So laut ich kann zu hören ist. Im Sommer 2009 erschien Al-Deens Album Session, das außer der Eigenkomposition Der Sturm ausschließlich Coverversionen enthält. Im darauffolgenden Herbst begann eine Tournee durch Deutschland. Im Mai 2011 erschien sein siebtes Studioalbum Der Letzte deiner Art und im Oktober 2014 folgte das nachfolgende Album Was wenn alles gut geht, das sich in den Deutschen Albencharts in den Top 5 platzieren konnte und es auch für jeweils eine Woche in die Ö3 Austria Top 40 schaffte. Mit seinem im Juli 2016 veröffentlichten neunten Studioalbum Bleib unterwegs gelang ihm nach seinem dritten Album Für alle von 2004 erstmals wieder eine Nummer-eins-Platzierung in den Deutschen Albencharts. Im Mai 2020 erschien sein zehntes Album Kein Tag umsonst, das in Deutschland Platz 3 erzielen konnte.

## Diskografie
Studioalben

| Jahr | Titel                   | Höchstplatzierung, Gesamtwochen, AuszeichnungChartplatzierungen (Jahr, Titel, Platzierungen, Wochen, Auszeichnungen, Anmerkungen) | Höchstplatzierung, Gesamtwochen, AuszeichnungChartplatzierungen (Jahr, Titel, Platzierungen, Wochen, Auszeichnungen, Anmerkungen) | Höchstplatzierung, Gesamtwochen, AuszeichnungChartplatzierungen (Jahr, Titel, Platzierungen, Wochen, Auszeichnungen, Anmerkungen) | Anmerkungen                                                  |
| Jahr | Titel                   | DE | AT | CH | Anmerkungen                                                  |
| ---- | ----------------------- | --- | --- | --- | ------------------------------------------------------------ |
| 2000 | Ich will nur wissen …   | DE37 Gold · (13 Wo.)DE | — | — | Erstveröffentlichung: 25. September 2000 Verkäufe: + 150.000 |
| 2002 | Melomanie               | DE11 Gold · (35 Wo.)DE | — | — | Erstveröffentlichung: 6. Mai 2002 Verkäufe: + 150.000        |
| 2004 | Für alle                | DE1 Gold · (17 Wo.)DE | AT51 (3 Wo.)AT | CH81 (3 Wo.)CH | Erstveröffentlichung: 19. Januar 2004 Verkäufe: + 100.000    |
| 2005 | Die Frage wie           | DE3 (11 Wo.)DE | AT47 (3 Wo.)AT | CH62 (2 Wo.)CH | Erstveröffentlichung: 4. September 2005                      |
| 2007 | Die Liebe zum Detail    | DE3 Gold · (17 Wo.)DE | AT70 (2 Wo.)AT | CH87 (1 Wo.)CH | Erstveröffentlichung: 8. Juni 2007 Verkäufe: + 100.000       |
| 2009 | Session                 | DE30 (3 Wo.)DE | — | — | Erstveröffentlichung: 22. Mai 2009                           |
| 2011 | Der Letzte deiner Art   | DE5 (7 Wo.)DE | AT55 (1 Wo.)AT | — | Erstveröffentlichung: 6. Mai 2011                            |
| 2014 | Was wenn alles gut geht | DE2 (7 Wo.)DE | AT62 (1 Wo.)AT | — | Erstveröffentlichung: 31. Oktober 2014                       |
| 2016 | Bleib unterwegs         | DE1 (4 Wo.)DE | — | CH45 (1 Wo.)CH | Erstveröffentlichung: 15. Juli 2016                          |
| 2020 | Kein Tag umsonst        | DE3 (3 Wo.)DE | — | — | Erstveröffentlichung: 22. Mai 2020                           |
| 2024 | Dein Begleiter          | DE15 (1 Wo.)DE | — | — | Erstveröffentlichung: 19. April 2024                         |

## Auszeichnungen
- 2002: Goldene Stimmgabel
- 2003: Aufnahme in die Signs of Fame des völkerverbindenden Friedensprojekts Fernweh-Park[8]

## Belege
1. 1 2 3 4  Thomas Kopietz: Interview mit Laith Al-Deen: „Konzerte, ein emotionaler Schwamm“. In: hna.de. 27. August 2022, abgerufen am 27. August 2022.
2. ↑  Stefan Benz: Romeo auf der Brummi-Bühne. In: Bürstädter Zeitung, 16. Juni 2021, S. 23.
3. ↑  Laith Al-Deen erlebt Hochzeit mit Hindernissen. In: mz.de. 18. Juli 2007, abgerufen am 18. Juli 2007.
4. ↑  Laith Al-Deen tourt mit „Liebe im Detail“. In: volksfreund.de. 5. Oktober 2007, abgerufen am 5. Oktober 2007.
5. ↑  Barbara Schöneberger: „Plötzlich Papa“: Laith Al-Deen mit drei Kindern! In: barbaradio.de. 24. Mai 2020, abgerufen am 24. Mai 2020.
6. ↑  RedaktionsNetzwerk Deutschland: Laith Al-Deen: Plötzlich drei Kinder – Pendeln zwischen Mannheim und der Schweiz. In: rnd.de. 5. Juli 2020, abgerufen am 5. Juli 2020.
7. ↑  Laith Al-Deen ‐ Steckbrief, web.de
8. ↑  Fernweh-Park

| Personendaten    | Personendaten                              |
| ---------------- | ------------------------------------------ |
| NAME             | Al-Deen, Laith                             |
| ALTERNATIVNAMEN  | Al-Deen, Laith Sascha (vollständiger Name) |
| KURZBESCHREIBUNG | deutscher Popsänger und Musikproduzent     |
| GEBURTSDATUM     | 20. Februar 1972                           |
| GEBURTSORT       | Karlsruhe                                  |